# Westwood (Kansas)
Westwood é uma cidade localizada no estado americano de Kansas, no Condado de Johnson.

## Demografia
Segundo o censo americano de 2000, a sua população era de 1533 habitantes.
Em 2006, foi estimada uma população de 1478, um decréscimo de 55 (-3.6%).

## Geografia
De acordo com o United States Census Bureau tem uma área de
1,0 km², dos quais 1,0 km² cobertos por terra e 0,0 km² cobertos por água.

## Localidades na vizinhança
O diagrama seguinte representa as localidades num raio de 4 km ao redor de Westwood.